# 何賢紳士大馬路
何賢紳士大馬路（葡萄牙語：Avenida do Comendador Ho Yin）位於澳門半島花地瑪堂區，東起關閘廣場地下行車道，西南至青洲大馬路（青洲新路），於1980年代開通，以紀念澳門華人領袖何賢。2005年，澳門特別行政區政府土地工務運輸局興建一座行車天橋舒緩該道路通行壓力，並於2007年初開通連接沙梨頭北街和鄰近現時的澳北變電站及鴨涌河苗圃。2013年，中共中央批准同意建設粵澳新通道，其後於2017年4月獲中華人民共和國國務院正式批覆同意，原有的舊澳門批發市場於2018年初清拆並在2017年底正式遷往位於珠澳跨境工業區附近的新批發市場大樓；而青茂口岸最終於2021年9月8日正式啟用。

## 沿革

### 青洲何賢紳士大馬路行車天橋
青洲何賢紳士大馬路行車天橋（葡萄牙語：Viaduto na Avenida do Comendador Ho Yin da Ilha Verde），為一條連接何賢紳士大馬路至沙梨頭北街的行車天橋，車速限制每小時60公里。全線為雙向四線行車。行車天橋全長500米，寬15米，高5米，中央設有分隔帶分隔兩個方向的車輛，天橋圍欄高度為1.5米（包括零點九米高的混凝土欄河及零點六米高的金屬欄河）。
2005年10月6日，時任土地工務運輸局局長賈利安簽署批示，就該行車天橋進行公開招標，最長施工期為300天，並於同年11月8日舉行開標。
2007年3月17日，土地工務運輸局表示，青洲何賢紳士大馬路行車天橋工程已於年初竣工，土地工務運輸局正進行工程驗收工作。來往提督馬路、筷子基與台山、關閘之間的車輛，可利用行車天橋分別直達靑洲大馬路和鴨涌馬路，除有助理順區內交通外，亦對往來關閘和台山一帶的交通起到疏導作用。
2007年4月17日上午11時，行車天橋開放通車，建造目的為紓緩西北區尤其是青洲區內樽頸位置的交通壓力，有助疏導關閘一帶的繁重交通流量。

### 道路整治及周邊配套工程
2012年3月1日，交通事務局為改善關閘廣場一帶之交通情況，禁止重型車輛於關閘廣場近關閘何賢紳士大馬路天橋底掉頭，措施在後期延至同年6月底。
2013年6月21日，交通事務局於青洲大馬路與何賢紳士大馬路交界增設交通燈系統，目的為平衡在青洲大馬路與何賢紳士大馬路交界車輛通行與行人過路的時間，理順該處交通秩序，提高行人過路的安全。在交通燈運作後，局方將逐步加強在學校附近增設「注意學童」的交通警示標誌、日間上落客區、取消介乎何賢紳士大馬路及和樂大馬路之間一段青洲大馬路的兩組斑馬線，改於近青洲小學校門位置增設斑馬線及減速帶，以及在青洲大馬路相關路口處進行交通訊號燈管線預留的鋪設。
2017年，民政總署對鄰近紀念孫中山市政公園的何賢紳士大馬路行人天橋進行改善工程，增設無障礙環境及優化天橋設施，於天橋落腳點加建升降機，方便有需要人士使用；同時亦翻新行人天橋外觀，並於靠近紀念孫中山市政公園位置設入口廣場，創造更完善的公共活動空間。另外，於何賢紳士大馬路北側原坡道位置改建為公園入口廣場，以改善公園主入口原行人路狹窄的情況，天橋之樓梯、扶手電梯及無障礙升降機之落點亦會設於入口廣場，更方面居民進入紀念孫中山市政公園休憩運動。

### 青茂口岸
2018年，位於原澳門批發市場用地的“粵澳新通道”工程動工，期間進行多項周邊配套工程，如下水道和電力工程。2020年10月16日至21日，為配合「粵澳新通道-青茂口岸南聯檢大樓及粵澳名優產品博覽中心綜合體建造工程」的天秤拆除工作，在期間每日22:00至翌日06:00採取交通安排，何賢紳士大馬路近青茂口岸聯檢大樓的路段及介乎鴨涌巷與何賢紳士大馬路之間的一段鴨涌馬路（靠鴨涌河變電站的一側）實施封閉交通，期間3條巴士路線改道行駛。
2020年10月30日至11月1日，「青茂口岸行人天橋設計連建造工程」實施吊裝天橋的工作，包括何賢紳士大馬路雙向車道、行人道以及該路段上來往沙梨頭北街的行車天橋全段將實施封閉交通，5條巴士路線改道行駛。
2021年4月15日至6月7日，配合青茂口岸工程進度，位處鴨涌馬路和何賢紳士大馬路的部分路段實施臨時交通改道措施，相關的道路將作有限度通車。工程主要對青茂口岸周邊的鴨涌馬路和何賢紳士大馬路部分路段進行路面升高工程，以滿足車輛進出口岸大樓的坡度及規範要求，為了配合交通通行需要，並分為兩階段進行。其中第二階段工程位於何賢紳士大馬路的行車天橋底的掉頭位置將臨時封閉，屆時車輛由何賢紳士大馬路往關閘方向僅維持單線行車。
2021年8月28日，為優化青茂口岸周邊交通配套，交通事務局於何賢紳士大馬路與鴨涌馬路及李寶椿街交界設置交通燈，；屆時，由李寶椿街往鴨涌馬路及關閘廣場方向之車輛，必須左轉往何賢紳士大馬路近聖德蘭學校位置掉頭。此外，何賢紳士大馬路與青洲大馬路交界在原設有交通燈的基礎上，於近化驗所街的路口增設交通燈燈控人行橫道，使整個路口各方向皆配以燈號管制，提高行人過路的安全性。
2021年9月8日，青茂口岸正式啟用。
2022年6月，配合青茂口岸啟用，提升青茂口岸至關閘之間的人步行空間及優化環境，市政署於近紀念孫中山市政公園一側的行人道進行改善工程。
2023年4月29日下午，為優化青茂口岸周邊的行車交通，交通事務局於何賢紳士大馬路行車天橋下的綠化帶位置增設一個掉頭處，供鴨涌馬路方向之車輛掉頭駛往筷子基一帶，改善該處原有掉頭處大型車輛轉向困難及交通視線不佳等情況；同時，調整青茂口岸的士上客區出入口位置的行車安排，允許由的士上客區駛出之車輛，可使用原掉頭處掉頭，減少現時的士往筷子基方向需繞道較遠的情況。同時，何賢紳士大馬路往筷子基方向近行人天橋落腳點位置及附近路段已加裝視頻監察系統，以便實時監控周邊道路情況。

## 周邊建築或主要地點
- 關閘邊檢大樓
- 工人體育場 (澳門)
- 紀念孫中山市政公園
- 青茂口岸
- 青蔥大廈
- 青洲坊大廈
- 聖德蘭學校

## 交通
M60 青茂／何賢紳士馬路（Qingmao / Avenida do Comendador Ho Yin）
路線：3X、51A、61、MT4、N1A、N1B、N2
M63 紀念孫中山公園（Parque M. Dr Sun Yat Sen）
路線：25B、30、51A、65、MT4
M65 青茂／青洲坊（Qingmao / Bairro da Ilha Verde）
路線：51A、H2、MT4、N1A
M67 青茂口岸（Posto Fronteiriço Qingmao）
路線：9A、51A、61、MT4